# Виглядовка (Чаплигінський район)
Виглядовка (рос. Выглядовка) — присілок у Чаплигінському районі Липецької області Російської Федерації.
Населення становить 4 особи. Належить до муніципального утворення Лозовська сільрада.

## Історія
З 13 червня 1934 до 1937 року у складі Воронезької області, 1937-1954 роках — Рязанської області. Відтак входить до складу Липецької області.
Згідно із законом від 2 липня 2004 року №114-оз органом місцевого самоврядування є Лозовська сільрада.

## Населення
| 2010 |
| ---- |
| 4    |